# مالگورزاتا هولوب-کوالیک
مالگورزاتا هولوب-کوالیک (انگلیسی: Małgorzata Hołub-Kowalik؛ زادهٔ ۳۰ اکتبر ۱۹۹۲) ورزشکار دو و میدانی اهل لهستان است.
وی در مسابقات کشوری و بین‌المللی در مجموع برندهٔ ۴ مدال طلا، ۲ مدال نقره و ۲ مدال برنز شده‌است.